# Buick Enclave

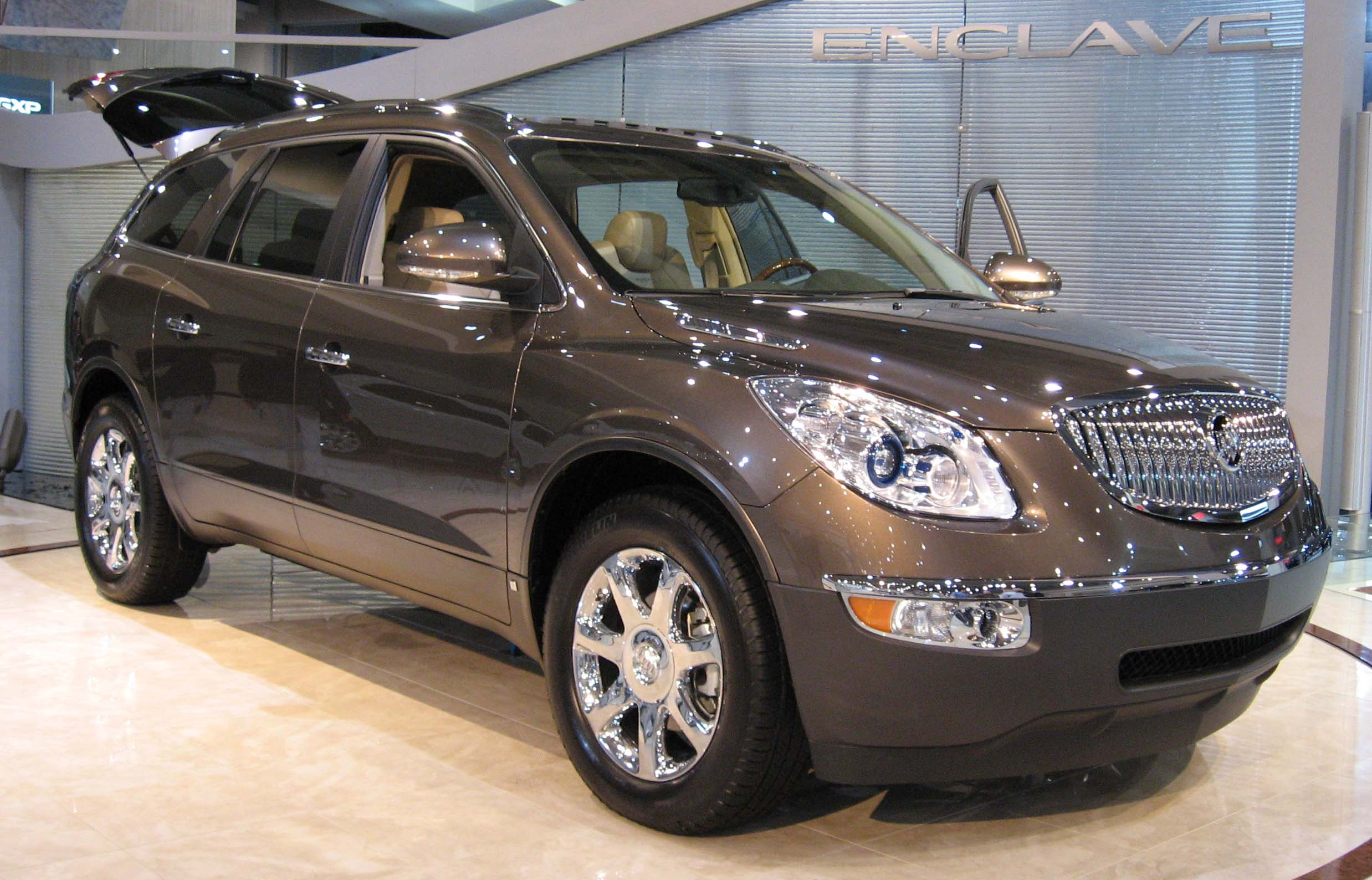
Buick Enclave del 2008

El Buick Enclave és un crossover de tipus full size fabricat per Buick, una divisió de General Motors a la planta de Lansing, Michigan. Substitueix a diferents productes de la marca, en concret, els Buick Rendezvous, Rainier i Terraza.

## Informació general
El primer Enclave va aparèixer com a concept car al North American International Auto Show del 2006. Construït sobre la plataforma Lambda, que comparteix amb el Saturn Outlook i el GMC Arcadia. El vehicle pot optar-se amb tracció davantera o tracció integral, i de sèrie inclou una tercera fila de seients, donant un espai per a 8 persones.
Mides de l'Enclave:
- Batalla (Wheelbase): 3,021 m (118.9 in)
- Llargada (Length): 5,126 m (201.8 in)
- Amplada (Width): 2,006 m (79 in)
- Alçada (Height): 1,846 m (72.2 in)

Mecànicament s'ofereix de moment amb un motor 3.6 High Feature V6 amb 275 cv @ 6600 rpm i 340 N·m de torsió a 3200 rpm i una transmissió automàtica de 6 velocitats.

### Equipament
En l'equipament, s'ofereix amb 2 paquets diferents: 
- CX (estàndard): Llantes de 18", fars de xenó HID, airbag frontal, lateral davanter, lateral posterior de cortina (també per als de la tercera fila) i barres anti-bulc, climatizador tri-zona, tercera fila de seients i OnStar.
- CXL (premium): Afegeix tot l'anterior però amb llantes de 19", seient d'ajustament automàtic amb memòria per a 2 conductors i seients de pell.